# Комбарьё, Жюль
Жюль Леон Жан Комбарьё (фр. Jules Léon Jean Combarieu; 3 февраля 1859, Каор — 7 июля 1916, Париж) — французский музыковед, историк музыки, педагог.

## Биография
Родился в Каоре 3 февраля 1859 года. Сын печатника Анри Комбарьё и Мари-Луизы Сальбан; его старший брат Абель Комбарьё был генеральным секретарём президента Франции Эмиля Лубе.
Начальное музыкальное образование получил в Каоре. Изучал литературу в Сорбонне; затем, в 1887—1888 годах, учился в Берлинском университете у Филиппа Шпитты. С 1879 года преподавал литературу в коллеже Этампа; в 1880-х — 1890-х годах — в лицеях Каора, Везуля, Орлеана и Каркасона. С 1894 года был учителем в парижском лицее Кондорсе, с 1904-го — в лицее Луи-ле-Гран. Придавал большое значение музыкальному образованию школьников; способствовал преподаванию хорового пения в школах. В 1894 году защитил докторскую диссертацию о выразительных средствах музыки и поэзии (Les Rapports de la Musique et de la poésie considérées au point de vue de l’expression).

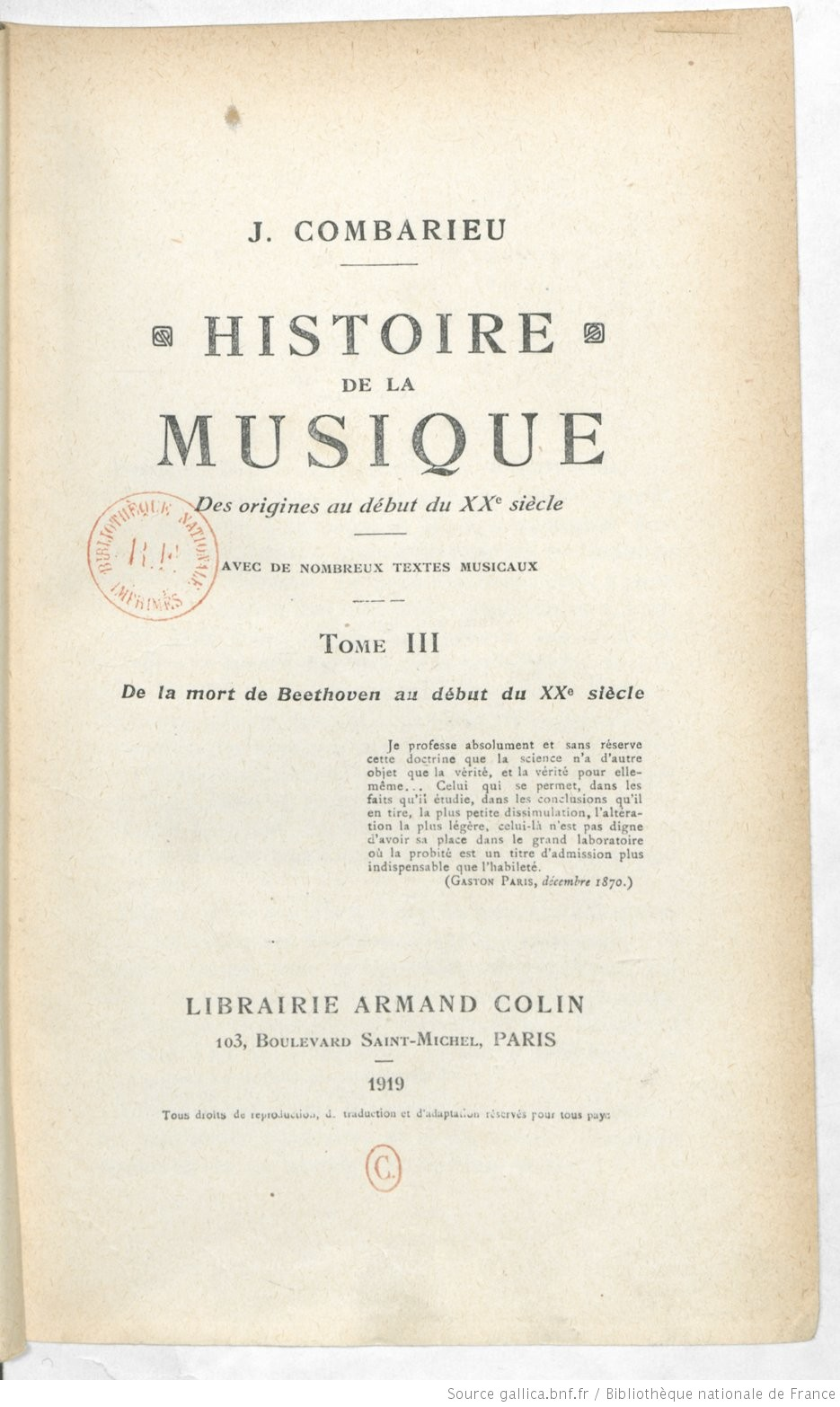
Титульный лист третьего тома «Истории музыки» (1919)

В 1901 году Жюль Комбарьё основал «Журнал музыкальной истории и критики» (Revue d’histoire et de critique musicales, с 1904 года Revue musicale) — первый журнал подобного рода во Франции — и возглавлял его вплоть до 1912 года, опубликовав за это время более 400 статей. С 1904 по 1910 год читал курс лекций по истории музыки в Коллеж де Франс (в 1906 году часть лекций была издана под заглавием Éléments de grammaire musicale historique).
Исследовательская деятельность Комбарьё была посвящена вопросам музыкальной эстетики и музыкальной археологии, проблемам ритма и метра; он стремился расширить тематический и методологический охват музыковедения за счёт его сближения с такими дисциплинами, как филология, этнология, социология, история религий и др.. Главным его трудом стали три тома «Истории музыки от истоков до начала XX века» (Histoire de la musique des origines au début du XXe siècle, 1913—1919); впоследствии Рене Дюмениль переработал третий и дописал четвёртый и пятый тома. Комбарьё также является автором многочисленных статей по истории и теории музыки. Труд Комбарьё «Музыка, её законы, её эволюция» (La Musique : ses lois, son évolution, 1907) был удостоен премии Шарля Блана, вручаемой Французской академией; в 1961 году этой же премией была отмечена его «История музыки».
С 1891 по 1910 год был женат на Адель-Мари Лемуан; в браке родилось трое детей. Умер 7 июля 1916 года в Париже.